# Louis Burnier
Louis Burnier (* 15. Januar 1795 in Lutry; † 14. Januar 1873 in Vevey) war ein Schweizer evangelischer Geistlicher und Schulreformer.

## Leben

### Familie
Louis Burnier war der Sohn Jean-Rodolphe Burnier (1757–1833), Sekretär des Rats von Lutry und Notar.

### Werdegang
Louis Burnier besuchte die Akademie Lausanne und erhielt 1817 die Erlaubnis zur Ausübung eines geistlichen Berufs, darauf war er als Pfarrer in Lucens, Cossonay, Vich, Rolle und Morges tätig, bis er 1841 demissionierte; seine Demission erfolgte, weil die Regierung zur Überwachung der Synode einige offenkundig ungläubige Männer zu einer Kommission aufgestellt hatte.

### Berufliches und Geistliches Wirken
Louis Burnier war Mitbegründer der Freien evangelischen Kirche des Kantons Waadt (heute: Église Évangélique Réformée du canton de Vaud) und ein aktives Mitglied der Schweizerischen Gemeinnützigen Gesellschaft.
Er war auch ein Gründer verschiedener Mädchenschulen und förderte die Schulreform im Kanton Waadt.
Als Verfasser publizierte er verschiedene kirchengeschichtliche und pädagogische Schriften, so gab er vom 1. Januar 1831 bis zum Ende des Jahres in zweiwöchentlichem Abstand die Zeitung Discussion publique heraus, darin empfahl er eine Umgestaltung der Kirchenverfassung auf pressbyterialer Grundlage, um die Kirche vom Staat zu befreien. 
Im Mai 1845 gründete er das Wochenblatt l'Antijésuite, dass er allerdings nach neun Ausgaben in La reformation au XIX. siècle umbenannte, das Blatt erschien bis Ende 1848.
In seinem Wirken verbanden sich politische Liberalität und theologischer Pietismus.

## Schriften (Auswahl)
- La constitution de l'Eglise. Lausanne 1839.
- Lettre au rédacteur du Nouvelliste vaudois. 1840.
- Appel à la conscience des ministres de l'Eglise nationale. Lausanne 1841.
- Instructions et exhortations pastorales. Lausanne 1842.
- Lettres d'un Américain. Lausanne 1842.
- L'égalité des pécheurs. Lausanne 1845.
- Trois sermons pour le temps présent. Lausanne 1846.
- Études Élémentaires Et Progressives de la Parole de Dieu. Lausanne, 1847–1852. 9 Bände.
  - Le prophètes, 1. Teil. Lausanne 1847.
  - Les livres de Moïse. Lausanne 1848.
  - Le prophètes, 2. Teil. Lausanne 1849.
  - Les Actes des Apôtres, les Épîtres Et l'Apocalypse, 1. Teil. Lausanne 1851.
  - Les Actes des Apôtres, les Épîtres Et l'Apocalypse, 2. Teil. Lausanne 1852.
  - Supplément aux etudes sur l'Ancien Testament. Lausanne 1855.
  - Nouveau Testament, 2. Teil. Lausanne 1862.
  - Les Evangiles, 1. Teil. Lausanne 1850
  - Les Evangiles, 2. Teil. Lausanne 1850.
  - Les Actes des Apôtres, les Épîtres Et l'Apocalypse, 1. Teil. Lausanne 1851.
  - Les Actes des Apôtres, les Épîtres Et l'Apocalypse, 2. Teil. Lausanne 1852.
- Notice sur Auguste Rochat, ministre de l'Evangile. Lausanne 1848.
- Le temps présent. Lausanne 1849.
- Courte analyse des livres de la Bible. Lausanne 1849.
- Le christianisme facile. Lausanne 1854.
- Esquisses évangéliques. Lausanne 1858.
- Nouveau Testament, 1. Teil. Lausanne 1862.
- Histoire littéraire de l'Education morale et religieuse en France et dans la Suisse romande. Lausanne 1864.
- Abrégé de la doctrine du salut. Lausanne 1865.
- Esquisses évangéliques. Lausanne 1866.
- La théologie et la foi. Lausanne 1868.